# Action Andretti
Tyler Reber (nascido em 1 de fevereiro de 1998), mais conhecido como Action Andretti, é um lutador profissional norte-americano, conhecido por seu estilo ágil e acrobático, atualmente contratado pela All Elite Wrestling (AEW) e também atuante na Ring of Honor (ROH). Iniciou sua carreira em 2019, lutando por promoções independentes como a MCW Pro Wrestling, onde conquistou destaque e chegou a vencer o título de pesos leves. Em dezembro de 2022, ganhou notoriedade nacional ao derrotar Chris Jericho no programa Dynamite, em um dos maiores "upsets" da história recente da AEW, o que resultou em sua contratação imediata pela empresa. Influenciado por lutadores como Jeff Hardy e Rey Mysterio, Andretti incorpora ao seu estilo movimentos de lucha libre e acrobacias de alta velocidade.

## Campeonatos e conquistas
MCW Pro Wrestling
- MCW Heavyweight Championship (1 vez)
- Shane Shamrock Memorial Cup (2021)